# Gmina związkowa Kröv-Bausendorf
Gmina związkowa Kröv-Bausendorf (niem. Verbandsgemeinde Kröv-Bausendorf) – dawna gmina związkowa w Niemczech, w kraju związkowym Nadrenia-Palatynat, w powiecie Bernkastel-Wittlich. Siedziba gminy związkowej znajdowała się w miejscowości Kröv. 1 lipca 2014 gmina związkowa została połączona z gminą związkową Traben-Trarbach tworząc nową gminę związkową Traben-Trarbach.

## Podział administracyjny
Gmina związkowa zrzeszała dziesięć gmin wiejskich:
1. Bausendorf
2. Bengel
3. Diefenbach
4. Flußbach
5. Hontheim
6. Kinderbeuern
7. Kinheim
8. Kröv
9. Reil
10. Willwerscheid